# 山芎
山芎（学名：Conioselinum chinense）为伞形科山芎属的植物。分布在美国、加拿大、日本以及中国大陆的江西、安徽等地，生长于海拔1,000米的地区，一般生长在山溪边，目前尚未由人工引种栽培。